# Neolaparus foedus
Neolaparus foedus är en tvåvingeart som först beskrevs av Friedrich Hermann Loew 1863.  Neolaparus foedus ingår i släktet Neolaparus och familjen rovflugor. Inga underarter finns listade i Catalogue of Life.